# 강로
강로(姜㳣, 1809년 ~ 1887년)는 조선 말기의 문신이며, 고종 때 좌의정을 지냈다. 본관은 진주이며, 자는 기중(期中), 호는 표운(豹雲)·정은(貞隱). 시호는 익헌(翼憲).

## 생애
진주 강씨로서 강이구의 아들로 태어났다. 조부는 강빈(姜儐), 증조부는 예조판서를 지낸 표암 강세황이다. 헌종 때 증광문과에 급제, 정자와 홍문관응교를 거쳐 철종 때 사간원대사간을 지냈다. 그러나 북인 계열에 속해 노론 중심의 세도정치에서 관직 승진 속도가 떨어졌지만, 고종 때 흥선대원군이 남인계열과 북인계열을 중용함에 따라 강화도위유사를 거쳐 대원군의 측근으로 병조판서를 거쳐 좌의정까지 승진했다. 대원군을 탄핵한 최익현의 처벌을 주장했다가 고종의 친정으로 우의정이던 한계원과 파직당했고, 재기용되어 판중추부사를 지내던 중 효휘전 참례에 불참해 유배를 당했다. 고종의 신임이 커서 판중추부사로 기로소에 들어가지만, 임오군란 때 난당과 작당했다는 누명을 쓰고 유배당했다. 곧 풀려나와 1887년, 사면되었다.